# Liste der Kulturdenkmäler in Wilzenberg-Hußweiler
In der Liste der Kulturdenkmäler in Wilzenberg-Hußweiler sind alle Kulturdenkmäler der rheinland-pfälzischen Ortsgemeinde Wilzenberg-Hußweiler aufgeführt. Grundlage ist die Denkmalliste des Landes Rheinland-Pfalz (Stand: 12. Juni 2023).

## Einzeldenkmäler
| Bezeichnung | Lage                               | Baujahr         | Beschreibung | Bild |
| ----------- | ---------------------------------- | --------------- | --- | ---- |
| Quereinhaus | Hußweiler, Hußweilerstraße 30 Lage | 1822            | stattliches Quereinhaus, teilweise Fachwerk, teilweise verschiefert, Krüppelwalmdach, bezeichnet 1822; rückwärtig Scheunenanbauten | BW   |
| Schmiede    | Wilzenberg, Auf der Dry 3 Lage     | 20. Jahrhundert | ehemalige Schmiede; eingeschossiger Satteldachbau, wohl aus dem 20. Jahrhundert; mit technischer Ausstattung                       | BW   |